# Trocinobeton
Trocinobeton – beton lekki na kruszywie organicznym, trocinach lub mączce drzewnej. Charakteryzuje się łatwą obróbką narzędziami stosowanymi do obróbki drewna, dostateczną mrozoodpornością, dobrymi cechami dźwiękochłonnymi i odpornością na butwienie. W związku z wykorzystaniem do jego produkcji odpadów obróbki drewna, beton ten jest uznawany za ekologiczny.

## Właściwości techniczne
- Współczynnik przewodności cieplnej λ waha się w granicach do 0,8 do 1,6;
- Okres dojrzewania wynosi od 6 do 8 tygodni;
- Duży skurcz, do 6 mm/m;
- Trwałość – taka jak dla betonu lekkiego, 30–50 lat;
- Wytrzymałość na ściskanie dla trocinobetonu o gęstości 600–700 kg/m³ – minimum 1 MPa i dla gęstości 1000–1300 kg/m³ – minimum 5 MPa[3].

## Wykonanie
Kruszywo organiczne musi być zmineralizowane przed zmieszaniem ze spoiwem. Polega to na przesyceniu kruszywa środkiem mineralizującym, najczęściej chlorkiem wapniowym. Składniki miesza się około 1 minuty w betoniarce, a urobioną mieszankę umieszcza się w formach, zagęszczając metodą docisku lub z jednoczesnym wstrząsaniem. Elementy formy usuwa się natychmiast po zagęszczeniu. Okres dojrzewania potrzebny jest do ustabilizowania się wilgotności i przebiegu głównego nasilenia skurczu.